# Biniam Girmay
Biniam Girmay Hailu (Asmara, 2 de abril de 2000) es un ciclista eritreo, miembro del equipo Intermarché-Wanty.

## Palmarés
2019
- 1 etapa de la Tropicale Amissa Bongo
- 1 etapa del Tour de Ruanda

2020
- 2 etapas de la Tropicale Amissa Bongo[2]

2021
- Clásica Grand Besançon Doubs
- 2.º en el Campeonato Mundial en Ruta sub-23
- UCI Africa Tour

2022
- Trofeo Alcudia-Puerto de Alcudia
- Gante-Wevelgem
- 1 etapa del Giro de Italia
- Campeonato de Eritrea Contrarreloj
- UCI Africa Tour

2023
- 1 etapa de la Vuelta a la Comunidad Valenciana
- 1 etapa de la Vuelta a Suiza

2024
- Clásica Costa Surf
- Circuito Franco-Belga
- 3.º en el Campeonato de Eritrea Contrarreloj
- 3 etapas del Tour de Francia, más clasificación por puntos
- UCI Africa Tour

## Resultados

### Grandes Vueltas
| Carrera | Carrera         | 2020 | 2021 | 2022 | 2023  | 2024  | 2025  |
| ------- | --------------- | ---- | ---- | ---- | ----- | ----- | ----- |
|         | Giro de Italia  | —    | —    | Ab.  | —     | Ab.   | —     |
|         | Tour de Francia | —    | —    | —    | 125.º | 113.º | 132.º |
|         | Vuelta a España | —    | —    | —    | —     | —     | —     |

### Clásicas, Campeonatos y JJ. OO.
| Omloop Het Nieuwsblad   | Omloop Het Nieuwsblad   | —    | —     | —    | —    | 55.º  | —    |    |    |
| Kuurne-Bruselas-Kuurne  | Kuurne-Bruselas-Kuurne  | —    | —     | —    | —    | 122.º | —    |    |    |
|                         | Milán-San Remo          | —    | —     | 12.º | 28.º | 27.º  | 14.º |    |    |
| E3 Saxo Classic         | E3 Saxo Classic         | —    | —     | 12.º | Ab.  | 19.º  | 22.º |    |    |
| Gante-Wevelgem          | Gante-Wevelgem          | —    | —     | 1.º  | 97.º | 7.º   | 7.º  |    |    |
| A través de Flandes     | A través de Flandes     | —    | —     | —    | —    | Ab.   | 17.º |    |    |
|                         | Tour de Flandes         | —    | —     | —    | Ab.  | 59.º  | 35.º |    |    |
| Scheldeprijs            | Scheldeprijs            | 80.º | —     | —    | —    | —     | —    |    |    |
|                         | París-Roubaix           | X    | —     | —    | —    | —     | 15.º |    |    |
| Flecha Valona           | Flecha Valona           | —    | 101.º | —    | —    | —     | —    |    |    |
| Clásica San Sebastián   | Clásica San Sebastián   | X    | —     | —    | Ab.  | —     |      |    |    |
| Cyclassics Hamburg      | Cyclassics Hamburg      | X    | X     | —    | —    | 3.º   |      |    |    |
| Bretagne Classic        | Bretagne Classic        | 96.º | Ab.   | 6.º  | Ab.  | —     |      |    |    |
| Gran Premio de Quebec   | Gran Premio de Quebec   | X    | X     | 3.º  | 38.º | 2.º   |      |    |    |
| Gran Premio de Montreal | Gran Premio de Montreal | X    | X     | Ab.  | Ab.  | Ab.   |      |    |    |
| París-Tours             | París-Tours             | 20.º | —     | —    | 14.º | —     |      |    |    |
| JJ. OO. (Ruta)          | JJ. OO. (Ruta)          | X    | —     | ND   | ND   | 49.º  | ND   | ND | ND |
| JJ. OO. (CRI)           | JJ. OO. (CRI)           | X    | —     | ND   | ND   | 29.º  | ND   | ND | ND |
| Mundial en Ruta         | Mundial en Ruta         | —    | —     | 54.º | —    | Ab.   |      |    |    |
| Eritrea en Ruta         | Eritrea en Ruta         | —    | —     | Ab.  | —    | 6.º   | 27.º |    |    |
| Eritrea Contrarreloj    | Eritrea Contrarreloj    | —    | —     | 1.º  | —    | 3.º   | —    |    |    |

—: no participa

Ab.: abandono

## Equipos
- Delko (2020-05.2021)
  - NIPPO DELKO One Provence (2020)
  - Team Delko (01.2021-05.2021)
- Intermarché-Wanty (08.2021-)
  - Intermarché-Wanty-Gobert Matériaux (08.2021-2022)
  - Intermarché-Circus-Wanty (2023)
  - Intermarché-Wanty (2024-)

## Récords y marcas personales
- Su victoria en la etapa 10 del Giro de Italia 2022 le presentó las siguientes marcas: